# Mata Hari (opera)
Mata Hari je opera velšského hudebníka a skladatele Johna Calea. Autorem libreta byl Franz Harland, se kterým Cale v minulosti spolupracoval na filmu The Houseguest, kde Cale vystupoval jako herec, zatímco Harland byl režisérem.
Cale dostal nabídku k napsání opery v srpnu roku 1994. Premiéru měla ještě jako nedokončené dílo v říjnu roku 1995 ve Vídni. Toto její jediné představení bylo filmováno. Cale již v roce 1995 prohlásil, že má nabídky na její představení ve skotském Glasgow a australském Adelaide. Ani v jednom z měst se nakonec představení nekonalo.
Jde o příběh nizozemské orientální tanečnice a špionky Mata Hari. V roli služebné a zároveň vypravěčky zde vystupovala zpěvačka Jenni Muldaur.
Dílo bylo prezentováno jako „příběh slavné tanečnice a špionky převyprávěný historickými a smyšlenými svědky v high-tech multimediální hudební produkci.“ Cale na opeře dále pracoval ještě v letech 1997 a 1998, přičemž úplně kompletní byla až v září 1998. V té době Cale začal shánět vhodná místa pro její veřejné představení. Nakonec však již nikdy představena nebyla.